# Medzibrodie nad Oravou
Medzibrodie nad Oravou (em húngaro: Medzibrogy) é um município da Eslováquia, situado no distrito de Dolný Kubín, na região de Žilina. Tem 6,58 km² de área e sua população em 2018 foi estimada em 530 habitantes.

## Demografia
| Ano:        | 1994 | 2004   | 2014    | 2024    |
| ----------- | ---- | ------ | ------- | ------- |
| Broj ljudi: | 416  | 438    | 503     | 626     |
| Razlika:    |      | +5,28% | +14,84% | +24,45% |

| Ano:               | 2023 | 2024   |
| ------------------ | ---- | ------ |
| Número de pessoas: | 610  | 626    |
| Diferença:         |      | +2,62% |